# Motor SOHC

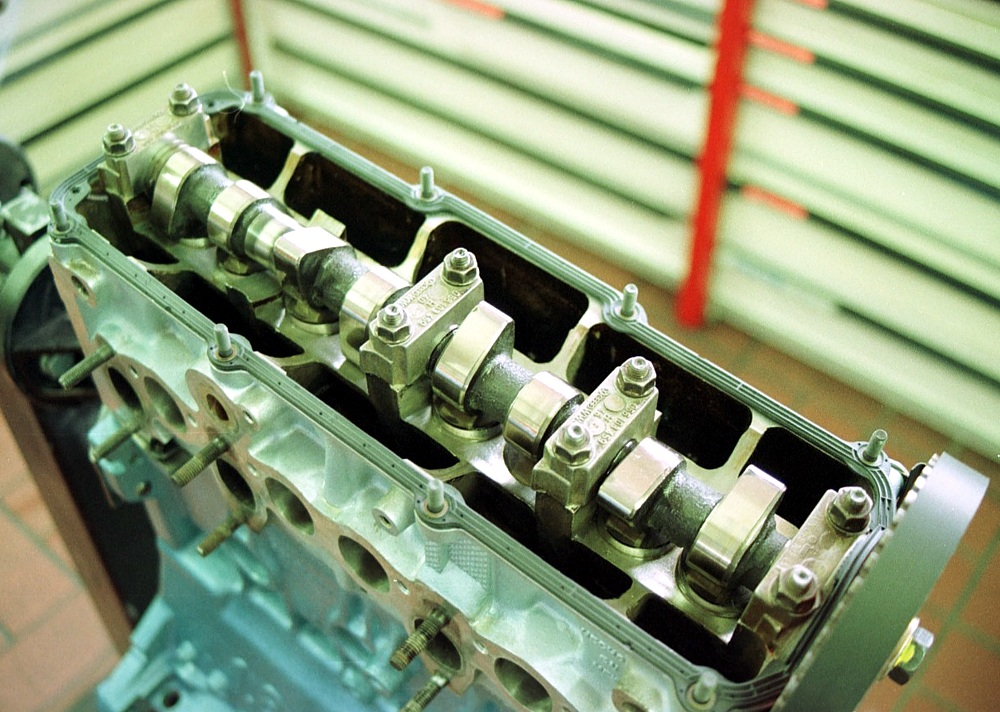
Motor SOHC de ciclo Otto, con válvulas paralelas y sin balancines

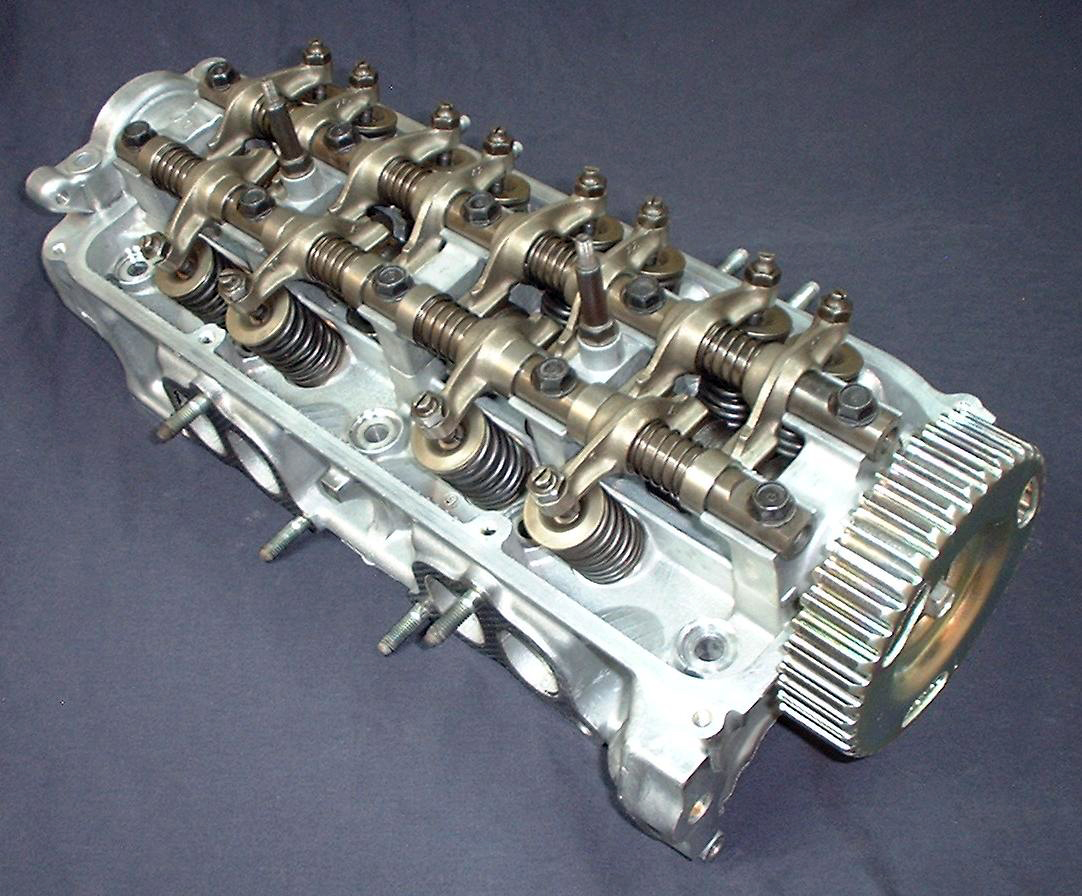
DOHC ciclo Otto, de 1987 con cámaras hemisféricas y balancines

Un motor con un solo árbol de levas en cabeza (también conocido como SOHC, de la expresión inglesa equivalente "Single OverHead Camshaft"), es un tipo de motor de combustión interna que usa un único árbol de levas, ubicado en la culata, para accionar las válvulas de escape y admisión del motor. Se contrapone al motor double overhead camshaft DOHC, que usa dos árboles de levas.
Este motor fue ideado a inicios de la década de 1960 por Aurelio Lampredi, ingeniero de motores de Fiat Auto, S.p.A.
La principal diferencia es que, en el SOHC, el mismo árbol de levas maneja ambos tipos de válvulas, a diferencia de los motores DOHC, en donde se usa un árbol de levas para las válvulas de admisión y otro para las de escape. A su vez, estos dos tipos de motores difieren de los motores OHV por el hecho de que en estos últimos, la acción del árbol de levas sobre las válvulas se desarrolla mediante varillas y balancines, mientras que en los OHC la acción del árbol de levas es directa.

## Ventajas
- Menores costes constructivos que los DOHC.
- Se pueden eliminar los balancines, accionando las válvulas directamente a través de taqués de disco o hidráulicos. Por ejemplo, los motores Volvo B21-B200, Volkswagen o Renault "F".

## Desventajas
- Aunque se puede construir con la cámara hemisférica, ello supone el uso de balancines con lo que el mayor número de piezas en movimiento dificulta los altos regímenes (esto no se aplica en los motores diésel).
- Dificultad para situar la bujía en el centro de la cámara (cámara hemisférica).
- Mayor coste constructivo que los OHV, es decir con árboles de levas en el bloque.

Los motores SOHC tienen un buen rendimiento, pero generan  un menor par motor y por lo tanto una menor potencia que los DOHC, aun cuando el resto del motor sea idéntico.

## Imágenes
|  |  |